# Sjøbotnen
Der Sjøbotnen (norwegisch für Seekessel) ist ein markanter Bergkessel im ostantarktischen Königin-Maud-Land. Im Wohlthatmassiv liegt er unmittelbar östlich des Zimmermannbergs auf der Nordseite des Otto-von-Gruber-Gebirges.
Entdeckt und anhand von Luftaufnahmen kartiert wurde der Kessel bei der Deutschen Antarktischen Expedition (1938–1939) unter der Leitung Alfred Ritschers. Norwegische Kartographen, die ihn auch benannten, kartierten ihn anhand von Luftaufnahmen und Vermessungen der Dritten Norwegischen Antarktisexpedition (1956–1960). 